# مراد الرشیدی
مراد الرشیدی (عربی: مراد الرشيدي؛ زادهٔ ۱۲ مارس ۱۹۹۱) یک ورزشکار اهل عربستان سعودی است.
از باشگاه‌هایی که در آن بازی کرده‌است می‌توان به باشگاه فوتبال هجر عربستان سعودی، باشگاه فوتبال الاهلی عربستان سعودی، و باشگاه فوتبال التعاون عربستان سعودی اشاره کرد.